# Moishe Friedman
Moishe Arye Friedman (* 17. Februar 1972 in Brooklyn, New York City) ist ein US-amerikanischer, in Antwerpen (Belgien) lebender ultraorthodoxer Jude und Antizionist, dem Holocaustleugnung, Betrug und Titelfälschung vorgeworfen werden.
Friedman gibt an, Oberrabbiner einer strenggläubigen „Antizionistischen Orthodoxen Jüdischen Gemeinde Wiens“ zu sein. Da er jedoch kein Rabbinerdiplom besitzt, wird er von Kritikern als „Rabbinerdarsteller“ bezeichnet, die Gemeinde als „ein behördlich nicht anerkanntes Ein-Mann-Unternehmen“.

## Familie
Moishe Arye Friedman wurde als ältester Sohn einer Familie der jüdischen Satmar-Gemeinde in Brooklyn, New York, geboren. Sein Vater war ein Geschäftsmann und wurde nach dem Zweiten Weltkrieg in Deutschland geboren. Seine Mutter stammt aus Brooklyn. Seine Großeltern väterlicher- und mütterlicherseits waren Überlebende des Holocaust. Seine Jugend verbrachte er in Williamsburg (Brooklyn, New York). Er ist verheiratet mit Lea Rosenzweig und Vater von acht Kindern.

## Leben
Friedman versuchte mehrfach, eine eigene offiziell anerkannte antizionistische Gemeinde als Konkurrenz zur Wiener Israelitischen Kultusgemeinde (IKG) zu errichten, dies gelang ihm jedoch nicht. Seine „Orthodoxe Jüdische Gemeinde Wien Österreich“ wird weder vom österreichischen Staat noch von der Mehrheit der jüdischen Gemeinschaft Österreichs oder der Israelitischen Kultusgemeinde Wien anerkannt. Er hat Hausverbot in allen Räumlichkeiten der IKG Wien.
Friedman lebte einige Zeit im belgischen Antwerpen, verließ jedoch das Land nach einem Privatkonkurs. In der Folge ging er nach Wien, wo er sich im Jahr 2000 rechtswidrig in den Besitz des jüdischen Bethauses in der Lorbeergasse 9 brachte und dabei zwei Torarollen entwendete, die im Jahr 2002 als vermisst gemeldet wurden. Bei einer Hausdurchsuchung im November 2007 konnten in Friedmans Wohnung die zwei wertvollen Torarollen sichergestellt werden. Nachdem Oberrabbiner Eisenberg sowie sämtliche anderen Rabbiner Wiens Friedmans Verhalten verurteilten, versuchte Friedman, eine eigene jüdische Gemeinde zu gründen. Mangels Mitgliedern wurde die „Antizionistische Orthodoxe Jüdische Gemeinde“ jedoch nicht behördlich anerkannt.
2003 unterstützte Friedman den CDU-Bundestagsabgeordneten Martin Hohmann nach dessen als antisemitisch kritisierter Rede zum Tag der Deutschen Einheit am 3. Oktober 2003. Im Juli 2004 veranstaltete die Neturei Karta in Wien eine „internationale antizionistische Rabbinerkonferenz“, auf der Friedman die Eröffnungsrede hielt und an der auch Hohmann als Redner teilnahm.
Im Februar 2006 nahm Friedman an einer von der iranischen Regierung organisierten internationalen Konferenz in Isfahan über den Mohammed-Karikaturenstreit teil. Er sagte dort unter anderem: „Wir beten auch für ein unblutiges Ende des Staates Israel, damit Juden und Moslems im Nahen Osten wieder in Frieden zusammenleben können, wie sie es jahrhundertelang getan haben.“
Am 21. Oktober 2006 war er Redner auf der Al-Quds-Tag-Demonstration in Berlin, unter anderem auf der Abschlusskundgebung.
Im Dezember 2006 nahm Friedman an der von der iranischen Regierung organisierten Holocaust-Konferenz in Teheran teil, auf der er bezugnehmend auf den Holocaust behauptete, „dass die Drahtzieher hinter den Kulissen sowie einige Kriegsverbrecher selbst Zionisten gewesen sind“. Auch wurde er mit dem Ausspruch zitiert, der Holocaust sei „eine erfolgreiche Fiktion“. Nach Angaben der Jerusalem Post war er mit der Teheraner Delegation gereist, gehörte aber nicht der Neturei Karta an. Infolge der Kritik an ihrer Teilnahme erklärte die Organisation:

“We affirmed the reality of the mass murder of Jews during the Second World War. And we were not the only speakers there who did so. But (also of enormous significance) we told those assembled that the reality of the Holocaust should not be used as a pretext to strip the Palestinian people, either as individuals or collectively, of their property and land”

„Wir haben die Realität des Massenmords an Juden während des Zweiten Weltkriegs bestätigt. Und wir waren nicht die einzigen Redner dort, die das taten. Aber (auch von enormer Bedeutung) wir haben den Versammelten gesagt, dass die Realität des Holocausts nicht als Vorwand genutzt werden sollte, um das palästinensische Volk, sei es als Einzelpersonen oder kollektiv, ihres Eigentums und ihres Landes zu berauben.“

Seitdem wird Friedman von verschiedenen Seiten Holocaustleugner genannt.
Friedman selbst meint, dass seine Meinung in der Presse völlig falsch dargestellt wird, und nennt es „eine Lüge“.
In der Folge wurde er am 11. Januar 2007 von der Israelitischen Kultusgemeinde Wien „wegen grob schädigenden Verhaltens, insbesondere seiner Kontakte zu geschichtsrevisionistischen, antisemitischen Kreisen, und einschlägiger Äußerungen“ ausgeschlossen und bei der Staatsanwaltschaft Anzeige wegen des Verdachtes des Verstoßes gegen § 3 g und § 3h Verbotsgesetz (nationalsozialistische Betätigung und Verharmlosung des nationalsozialistischen Völkermordes) erstattet.
Bei einem Besuch in Polen im März 2007 kam es zu einem tätlichen Angriff auf Friedman vonseiten Yehuda Meshi-Zahavs, Mitbegründer der israelischen ZAKA-Organisation, und zweier weiterer Personen, die ihn als Teilnehmer der Teheraner „Holocaust-Konferenz“ erkannten.
Seit Ende 2011 wohnt er wieder in Antwerpen. Dort versuchte er, seine Kinder in einer jüdischen Schule unterrichten zu lassen. Nach einigen gescheiterten Versuchen konnte er eine einstweilige Verfügung erwirken, die jüdische Schulen unter Androhung hoher Geldstrafen zwingt, Friedmans Kinder zu unterrichten. Diese einstweilige Verfügung wurde jedoch in der nächsten Instanz revidiert. Im Juni 2013 entschied ein belgisches Berufungsgericht endgültig, dass die jüdischen Schulen verpflichtet sind, Friedmans Kinder aufzunehmen, da die politischen Ansichten des Vaters die Behandlung der Kinder nicht beeinflussen dürften.
Im März 2013 wünschte Friedman, dass eine neun Jahre alte polizeiliche Untersuchung wegen eines Mordfalls erneut eröffnet würde. Friedman behauptete, dass Moshe Yitzchak Naeh von der „jüdischen Mafia“ ermordet wurde.
Rabbi Pinkas Kornfeld, Vizepräsident des flämischen Forums der jüdischen Organisationen (Vlaams Forum der Joodse organisaties), meint dazu, dass Friedman ein Unruhestifter sei, der nur dem Ruf seiner Gegner schaden möchte.